# 賴特鎮區 (印第安納州格林縣)
賴特鎮區（英語：Wright Township）是位於美國印第安納州格林縣的一個行政鎮區。

## 地方資料
根據2010年美國人口普查的數據，賴特鎮區的面積為93.70平方千米，當中陸地面積為92.40平方千米，而水域面積為1.30平方千米。當地共有人口3921人，而人口密度為每平方千米41.85人。